# Marhaneț
Marhaneț (în ucraineană Марганець) este un oraș regional în regiunea Dnipropetrovsk, Ucraina. În afara localității principale, nu cuprinde și alte sate.

## Demografie
Componența lingvistică a orașului Marhaneț
     Ucraineană (71,81%)
     Rusă (27%)
     Alte limbi (0,33%)
Conform recensământului din 2001, majoritatea populației orașului Marhaneț era vorbitoare de ucraineană (71,81%), existând în minoritate și vorbitori de rusă (27%).